# Vaughn (Nou Mèxic)
Vaughn és una població dels Estats Units a l'estat de Nou Mèxic. Segons el cens del 2000 tenia 539 habitants.

## Demografia
Segons el cens del 2000, Vaughn tenia 539 habitants, 232 habitatges, i 154 famílies. La densitat de població era de 37,2 habitants per km².
Dels 232 habitatges en un 29,3% hi vivien nens de menys de 18 anys, en un 48,7% hi vivien parelles casades, en un 12,9% dones solteres, i en un 33,2% no eren unitats familiars. En el 31% dels habitatges hi vivien persones soles el 13,8% de les quals corresponia a persones de 65 anys o més que vivien soles. El nombre mitjà de persones vivint en cada habitatge era de 2,32 i el nombre mitjà de persones que vivien en cada família era de 2,88.
Per edats la població es repartia de la següent manera: un 25,4% tenia menys de 18 anys, un 7,8% entre 18 i 24, un 24,7% entre 25 i 44, un 25,4% de 45 a 60 i un 16,7% 65 anys o més.
L'edat mediana era de 39 anys. Per cada 100 dones de 18 o més anys hi havia 82,7 homes.
La renda mediana per habitatge era de 23.083 $ i la renda mediana per família de 27.059 $. Els homes tenien una renda mediana de 25.833 $ mentre que les dones 14.444 $. La renda per capita de la població era d'11.014 $. Aproximadament el 13,9% de les famílies i el 21,7% de la població estaven per davall del llindar de pobresa.

## Poblacions més properes
El següent diagrama mostra les poblacions més properes.